# Distretto di Yu'an
Il distretto di Yu'an (裕安区S, Yù'ān QūP) è un distretto della Cina, situato nella provincia dell'Anhui.